# Dumfries
Dumfries [dʌm'fɹiːs], schottisch-gälisch: Dùn Phris, ist die größte Stadt und Verwaltungssitz des im Süden Schottlands gelegenen Council Area von Dumfries and Galloway. Bis 1889 war sie Verwaltungssitz der traditionellen Grafschaft Dumfriesshire. Die Stadt hatte 2011 32.914 Einwohner.

## Geographie
Dumfries liegt am Nith und nahe dessen Mündung in den Solway Firth. Der Galloway Forest Park beginnt etwa 30 Kilometer westlich der Stadt. Nahegelegene Sehenswürdigkeiten wie das Kloster Sweetheart Abbey ziehen Touristen an.
Die wichtigsten Straßen in der Nähe sind die Fernverkehrsstraße A75 und die Autobahn M74. Mit der Dumfries railway station verfügt die Stadt über einen Bahnhof. Er wird von der Eisenbahngesellschaft ScotRail betrieben.

## Geschichte
Im Jahre 1186 erhielt Dumfries die Rechte eines Royal Burgh. Im Bereich des heutigen Castledykes Park wurde im 13. Jahrhundert ein königliches Schloss erbaut, das nicht mehr existiert. Robert the Bruce, der spätere König von Schottland, traf am 10. Februar 1306 in Dumfries ein und brachte in Erfahrung, dass John Comyn sich ebenfalls dort aufhielt. In der dortigen Franziskanerkirche trafen sich die beiden zu einem privaten Gespräch. Bruce beschuldigte Comyn, ihn verraten zu haben, was dieser jedoch verneinte. Voller Zorn zog Bruce seinen Dolch und verletzte seinen Widersacher schwer. Als Bruce aus Angst aus der Kirche floh, betrat sein Begleiter Sir Roger de Kirkpatrick das Gebäude, fand den noch lebenden Comyn und tötete ihn. Dabei sagte er „I mak siccar“ (auf Scots bedeutet dies ungefähr „ich gehe auf Nummer sicher“). Bis heute ist dies der Wahlspruch der Familie Kirkpatrick.
Im Jahre 1633 schuf König Charles I. den Titel eines Earl of Dumfries und verlieh ihn an ein Mitglied der Familie Crichton. Über mehrere Heiraten gelangte dieser an die Familie Crichton-Stuart, die ihn noch heute trägt. Unter seinen insgesamt 15 Adelstiteln führt der jetzige Inhaber, Sir John Colum Crichton-Stuart, ein ehemaliger Rennfahrer, auch denjenigen des 12. Earl of Dumfries.

## Kultur
Der schottische Schriftsteller und Poet Robert Burns wohnte das letzte Drittel seines Lebens in Dumfries. Zunächst in einem Gutshof einige Meilen nördlich der Stadt (Ellisland Farm), danach im Ort selbst. Er begleitete 1792 den Bau und die ersten Jahre des örtlichen Theatre Royal, welches heute als das älteste aktive Theater Schottlands gilt. Im Theater finden auch Aufführungen des Dumfries and Galloway Arts Festival, des Dumfries Music Festival statt sowie Performances der Dumfries Musical Theatre Company. Es befindet sich seit 1959 im Besitz der örtlichen privaten Schauspielervereinigung Guild of Players und wurde 2015 renoviert und modernisiert.

### Sehenswürdigkeiten
Dumfries besitzt einen historischen Ortskern. Das älteste Gebäude der Stadt ist das Old Bridge House aus der Mitte des 17. Jahrhunderts. Des Weiteren gibt es mehrere Museen, zum Beispiel über Robert Burns oder über die Camera obscura im Dumfries Museum. Letzteres und ein Museum über die Stadt sind in einer alten Windmühle untergebracht. Der River Nith, der die Stadt durchquert, wird von der Devorgilla Bridge überspannt. Etwa 10 km südwestlich von Dumfries liegt Threave Gardens, eine Gartenanlage, die die Practical School of Horticulture beherbergt und eine Vielzahl unterschiedlicher Gärten präsentiert.

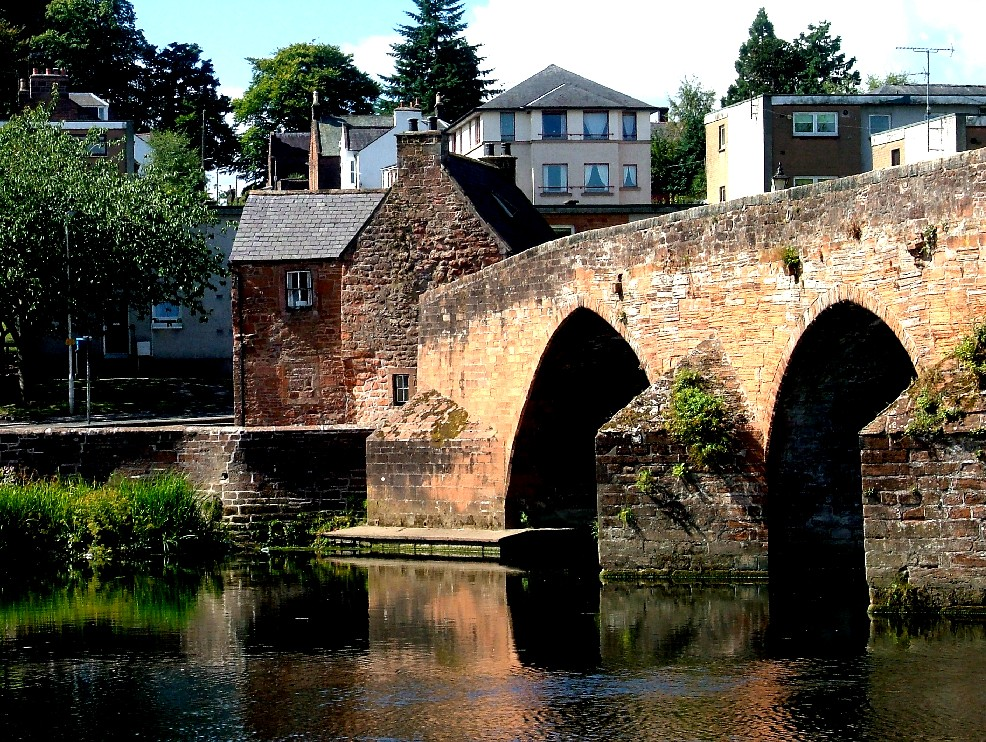
Devorgilla Bridge
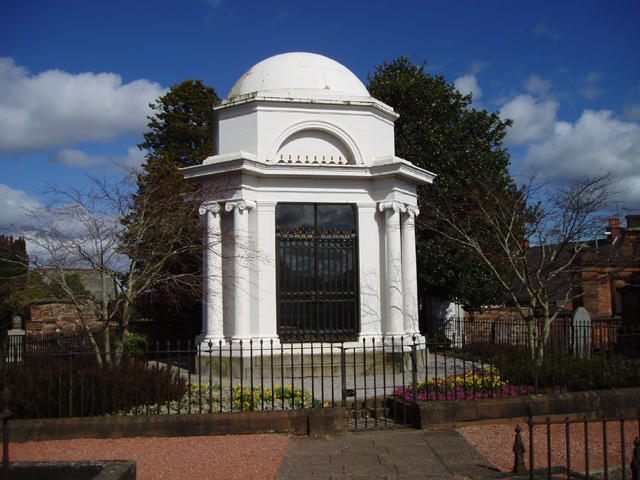
Burns’ Mausoleum
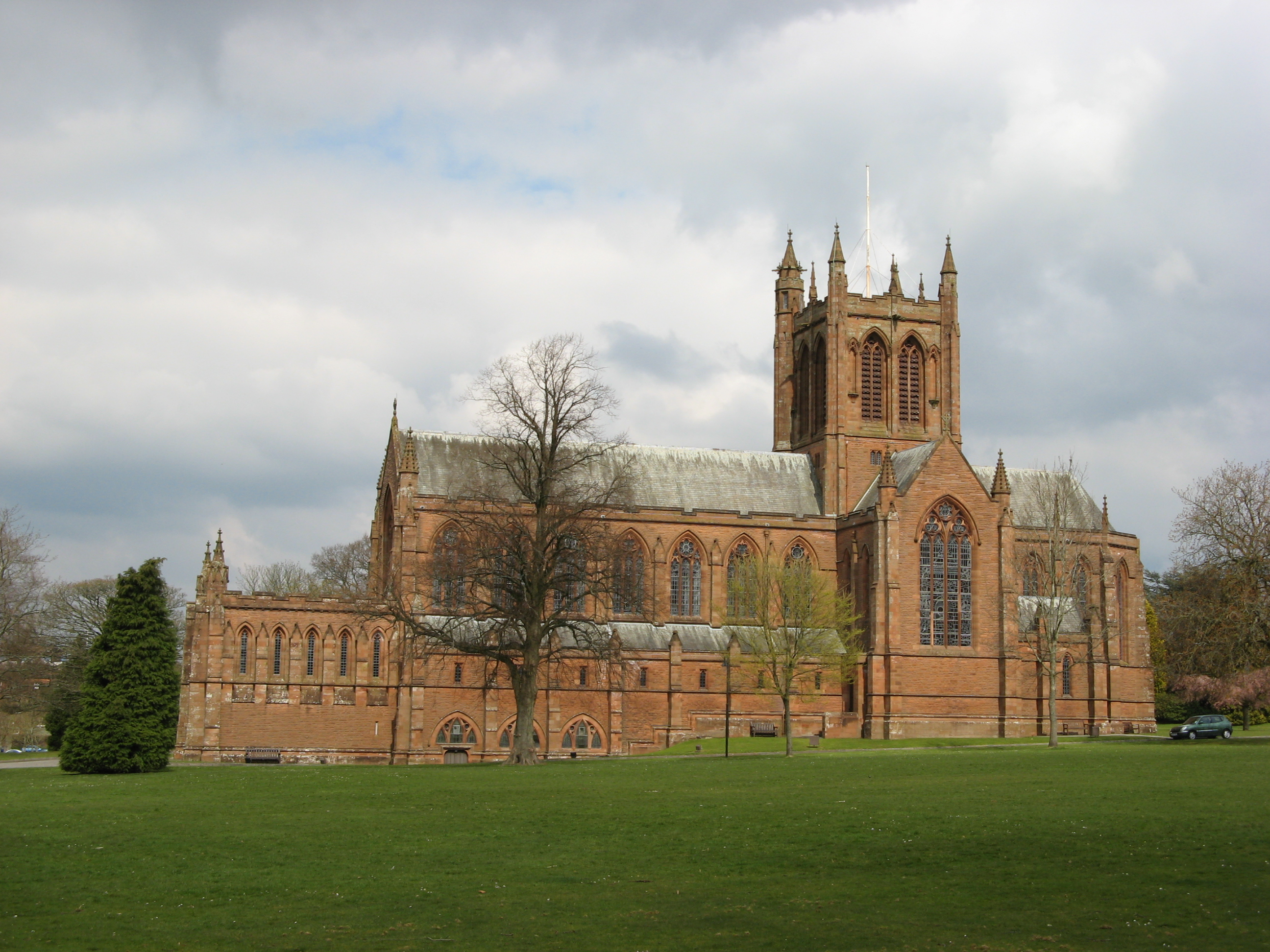
Crichton Memorial Church
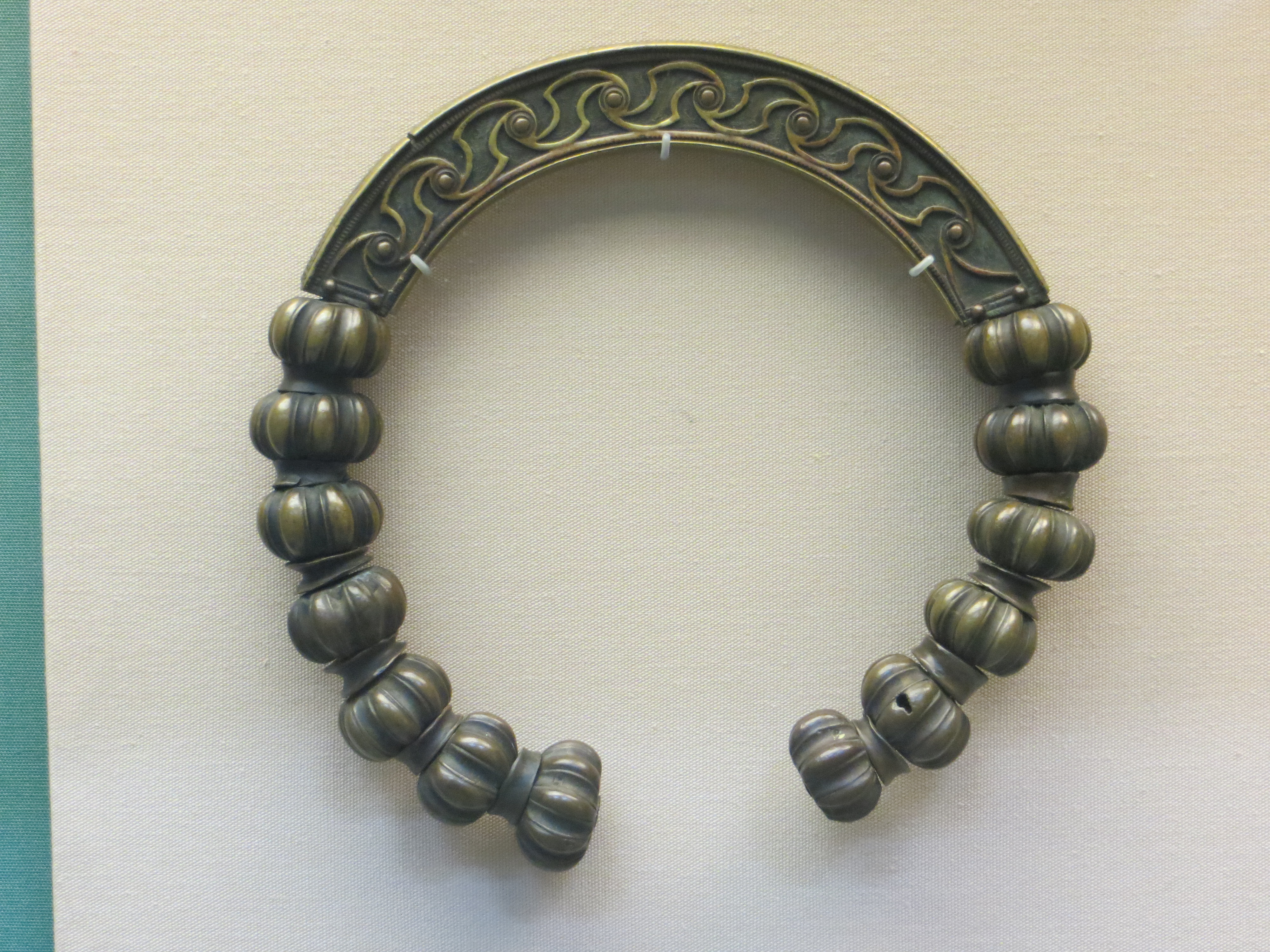
Torques aus dem Lochar Moss

## Klima
Auf den Britischen Inseln herrscht ausnahmslos ozeanisches Klima mit kühlen Sommern und milden Wintern (Köppen: Cfb). Dumfries ist wegen seiner tiefen, geschützten Lage im Südwesten des Landes einer der schneeärmsten Orte Schottlands.
|                       | Jan | Feb | Mär | Apr  | Mai  | Jun  | Jul  | Aug  | Sep  | Okt  | Nov | Dez |   |      |
| Mittl. Tagesmax. (°C) | 6,0 | 6,2 | 8,3 | 11,1 | 14,3 | 17,2 | 18,5 | 18,2 | 15,7 | 12,9 | 8,6 | 6,8 | ⌀ | 12   |
| Mittl. Tagesmin. (°C) | 0,7 | 0,6 | 1,8 | 3,3  | 5,8  | 8,8  | 10,5 | 10,4 | 8,6  | 6,3  | 2,6 | 1,3 | ⌀ | 5,1  |
|                       |     |     |     |      |      |      |      |      |      |      |     |     |   |      |
| Niederschlag (mm)     | 110 | 76  | 81  | 53   | 72   | 63   | 71   | 93   | 104  | 117  | 100 | 107 | Σ | 1047 |
|                       |     |     |     |      |      |      |      |      |      |      |     |     |   |      |
| Sonnenstunden (h/d)   | 1,4 | 2,4 | 3,2 | 4,8  | 5,9  | 5,8  | 5,7  | 5,0  | 3,7  | 2,9  | 2,0 | 1,2 | ⌀ | 3,7  |

| 0,7 |

| 0,6 |

| 1,8 |

| 3,3 |

| 5,8 |

| 8,8 |

| 10,5 |

| 10,4 |

| 8,6 |

| 6,3 |

| 2,6 |

| 1,3 |

| 0,7 |

| 0,6 |

| 1,8 |

| 3,3 |

| 5,8 |

| 8,8 |

| 10,5 |

| 10,4 |

| 8,6 |

| 6,3 |

| 2,6 |

| 1,3 |

## Sport
Queen of the South vertritt Dumfries in der Scottish Championship, Heimspiele werden im Palmerston Park Stadion ausgetragen.
Der Dumfries Rugby Club spielt in der Scottish Rugby Union.
Die Solway Sharks tragen ihre Eishockeyspiele in Dumfries aus.

## Persönlichkeiten
Folgende Persönlichkeiten wurden in Dumfries geboren:
- John Richardson (1787–1865), Naturforscher
- John Allan Broun (1817–1879), Wissenschaftler
- Thomas Mitchell (1843–1921), Fußballtrainer
- John Law Hume (1890–1912), Musiker auf der Titanic
- Dave Halliday (1901–1970), Fußballspieler
- Ian Carr (1933–2009), Jazzmusiker
- Michael Carter (* 1947), Schauspieler
- Dougal Dixon (* 1947), Paläontologe und Evolutionsforscher
- Raphael Ravenscroft (1954–2014), Saxophonspieler
- David Humble (* 1967), Badmintonspieler
- Ray Wilson (* 1968), Rockmusiker
- Allan McNish (* 1969), Autorennfahrer
- Sheila Rowan (* 1969), Physikerin und Astrophysikerin
- Dominic Matteo (* 1974), Fußballspieler
- Lorna Vevers (* 1981), Curlerin
- Calvin Harris (* 1984), DJ, Sänger und Produzent
- Niall Farrell (* 1987), Pokerspieler
- Rory Loy (* 1988), Fußballspieler
- Lynsey Sharp (* 1990), Mittelstreckenläuferin
- Grant Hanley (* 1991), Fußballspieler

Folgende sind in der Stadt gestorben:
- John III. Comyn, Lord of Badenoch († 1306), schottischer Adliger
- Robert Burns (1759–1796), Schriftsteller und Poet
- Charles Altamont Doyle (1832–1893), Maler
- Hector Monro (1922–2006), Politiker

Die Dumfries Academy besuchten unter anderem Persönlichkeiten wie der Schriftsteller und Dramatiker J. M. Barrie, die Missionarin Jane Haining und der Schauspieler John Laurie.

## Partnerstädte
Dumfries unterhält mit folgenden Städten Partnerschaften:
- Annapolis, Maryland, USA
- Cantù, Lombardei, Italien
- Gifhorn, Deutschland
- Passau, Deutschland (bis 1979, beendet wegen der Eingemeindung von Dumfries)